# Nabawa
Nabawa è una piccola città situata nella regione di Mid West, in Australia Occidentale; essa si trova lungo il corso del Chapman River, 463 chilometri a nord di Perth ed è la sede della Contea di Chapman Valley.

## Storia
Il primo europeo ad esplorare la zona in cui sorge l'attuale Nawara fu George Grey, che esplorò la regione nel 1839, anche se la prima vera esplorazione del sito in cui sarebbe poi stata costruita la città è stata condotta nel 1857, allorché si scoprì uno stagno lungo il corso del Chapman River. Il nome dell'insediamento deriva direttamente dalla parola aborigena con cui era noto quello stagno, Nabawar, che probabilmente significa accampamento molto lontano.
Il nome della città nel corso del XIX e del XX secolo venne scritto in numerosi modi, Nabawar, Nabawah o Nabawa, ma quest'ultimo ebbe la prevalenza allorché nel 1910 venne così chiamata la fermata della ferrovia appena costruita. Nel 1961 la ferrovia venne chiusa, ma alcuni anni dopo il governo della Contea di Chapman Valley decise di spostare a Nabawa la sede amministrativa e Nabawa ottenne nel 1965 lo status di town.